# Rue de Vaugirard
Die Rue de Vaugirard, die das 6. und 15. Arrondissement durchquert, ist die längste Straße in Paris intra muros: 4360 Meter mit 407 Hausnummern.

## Situation und Erreichbarkeit
Die Rue de Vaugirard beginnt am Boulevard Saint-Michel in Höhe der Place de la Sorbonne und endet dort, wo an der Porte de Versailles der Boulevard Victor und der Boulevard Lefebvre aufeinandertreffen. Jenseits der Boulevards des Maréchaux führt sie als Avenue Ernest-Renan weiter. Sie ist weitgehend eine Einbahnstraße in Süd-Nord-Richtung, lediglich zwischen der Rue de Rennes und der Place Paul-Claudel hinter dem Odéon – Théâtre de l’Europe fließt der Verkehr in beiden Richtungen.
Von der Metrostation Falguière bis zur Station Porte de Versailles folgt die Linie 12 der Métro der Rue du Vaugirard: Falguière, Pasteur, Volontaires, Vaugirard (im Zentrum des ehemaligen Dorfes Vaugirard), Convention, Porte de Versailles. Die Linie 4 der Métro berührt die Rue de Vaugirard an der Station Saint-Placide; die Station hieß früher Vaugirard, der Name wurde aber bald geändert, um Verwechslungen zu vermeiden.

## Herkunft des Namens
Der Straßenname bezieht sich auf das alte Dorf Vaugirard, das jetzt eingemeindet ist. Er ist eine Deformation von Val Gérard, bezogen auf Gérard de Moret, der 1255–1278 Abt von Saint-Germain-des-Prés war; er trug im 13. Jahrhundert zur Entwicklung eines Weilers bei, der nacheinander Valgérard, Vaulgérard und schließlich Vaugirard genannt wurde.

## Geschichte
Die Rue de Vaugirard war ursprünglich eine Römerstraße, die Lutetia mit Autricum (Chartres) verband. Im Mittelalter war dies die Straße, die an der Stadtmauer Philipp Augusts (in Höhe der heutigen Rue Monsieur-le-Prince) begann und nach Vaugirard führte. Bis zum 16. Jahrhundert handelte es sich um eine ländliche Straße, die dann ab 1550 in die Stadt einbezogen wurde. Im 17. Jahrhundert wurde – im Zusammenhang mit der Gegenreformation – entlang dieser Straße Konvente gebaut: Filles du Calvaire, Precieux Sang, Carmes déchaussés. Anfang des 17. Jahrhunderts wurde das Palais du Luxembourg an der Stelle eine Hôtel particulier aus der Mitte des 16. Jahrhunderts gebaut, das François de Luxembourg, Duc de Piney, gehörte. In den 1780er Jahren wurde die Mauer der Generalpächter gebaut, (heute der Boulevard Pasteur) und die Barrière de Vaugirard wurde hier am Anfang der Straße errichtet. Am Ende des 18. Jahrhunderts wurde dort das Théâtre de l’Odéon gebaut, wo zuvor der Garten des Hôtel particulier war, das dem Prince de Condé gehörte. Ein Gesetz vom 2. Juli 1844 sah die Erweiterung der Straße vor.
Kurz vor der Revolution gehörte die Rue de Vaugirard zur Gemeinde Saint-Sulpice. Die Pfarre reichte auf der rechten Seite der Rue de Vaugirard über die Mauer der Generalpächter hinaus bis ungefähr zur Rue Copreaux, an der die Pfarre Vaugirard begann. Die linke Seite der Straße gehörte zur Pfarre St-Étienne-du-Mont.
Nach der Eingemeindung von Vaugirard am 16. Juni 1859 wurde die Grande Rue de Vaugirard am 23. Mai 1863 offiziell übernommen, die Rue de Vaugirard und die Grande Rue de Vaugirard wurden am 2. April 1868 zu einer mehr als vier Kilometer langen Straße zusammengefasst. Das Dorf Vaugirard hatte sich entlang dieser Straße entwickelt, und erst im frühen 19. Jahrhundert entwickelte sich die Stadt, insbesondere aufgrund der Urbanisierung der Rue Lecourbe vor der Barriére de Sèvres. Zur Zeit der Eingemeindung war die Straße fast durchgehend zwischen der alten Barriére de Vaugirard und der Porte de Versailles bebaut.
Zu Beginn des 20. Jahrhunderts wurde die Straße nach Osten erweitert, um sie an den Boulevard Saint-Michel anzuschließen, der entlang des Lycée Saint-Louis vor der Sorbonne verläuft (diese kurze Verlängerung macht jedoch weniger als 1 % der Länge aus gesamten Straße aus).

## Einige bedeutende Gebäude
- Haus Nr. 15: Palais du Luxembourg.
- Haus Nr. 19: Musée du Luxembourg.
- Haus Nr. 62: Ehemalige Metzgerei mit denkmalgeschützter Fassade.[9]
- Haus Nr. 70/72: Kirche St-Joseph-des-Carmes
- Haus Nr. 85: Schulgebäude; von 1927 bis 1973 Sitz der École technique de photographie et de cinéma
- Haus Nr. 102bis: Denkmalgeschützte Kapelle Notre-Dame-des-Anges[10]
- Haus Nr. 166: Seiteneingang des Lycée Buffon (Haupteingang am Boulevard Pasteur)

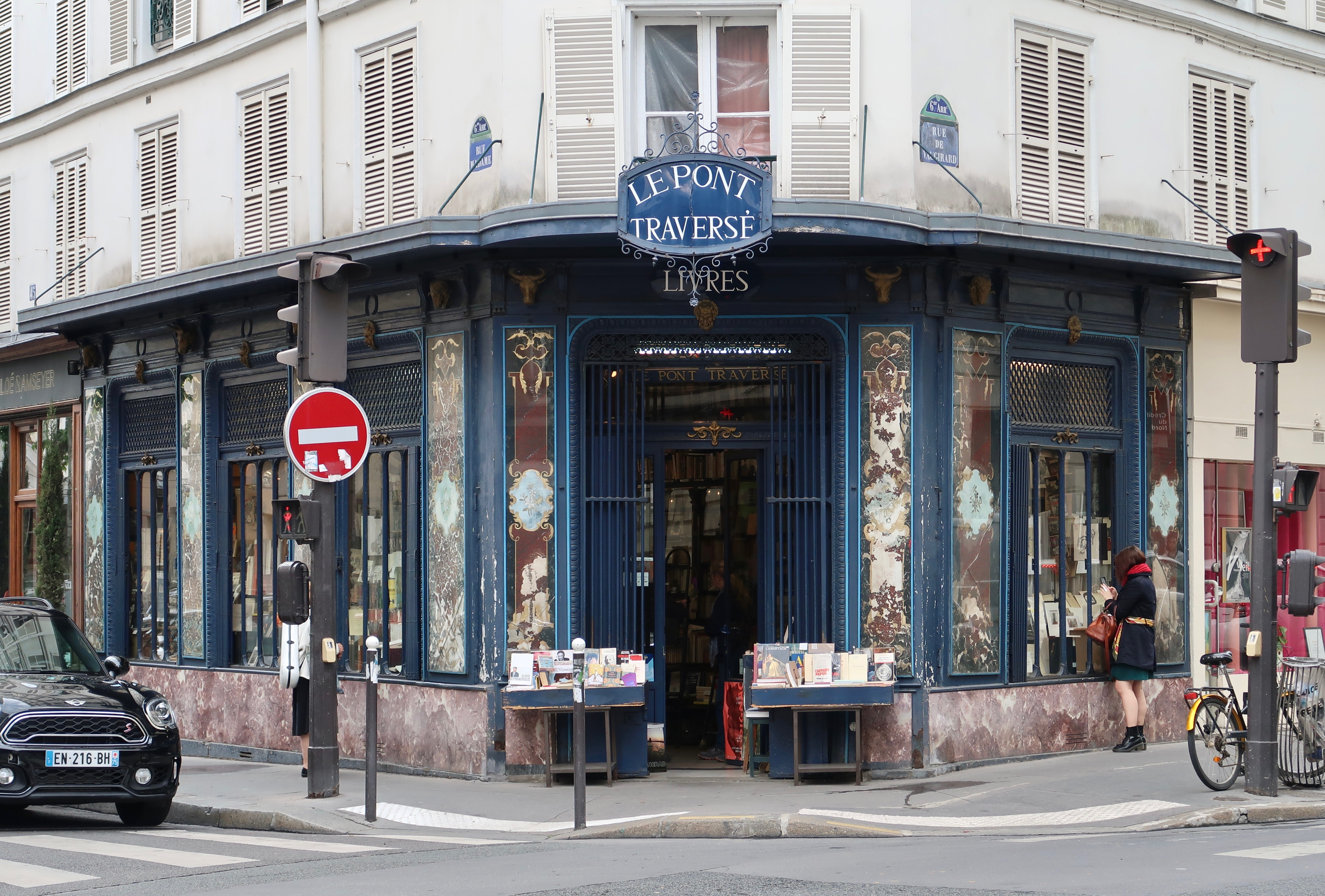
Haus Nr. 62: Buchhandlung „Le pont traversé“ (2019)
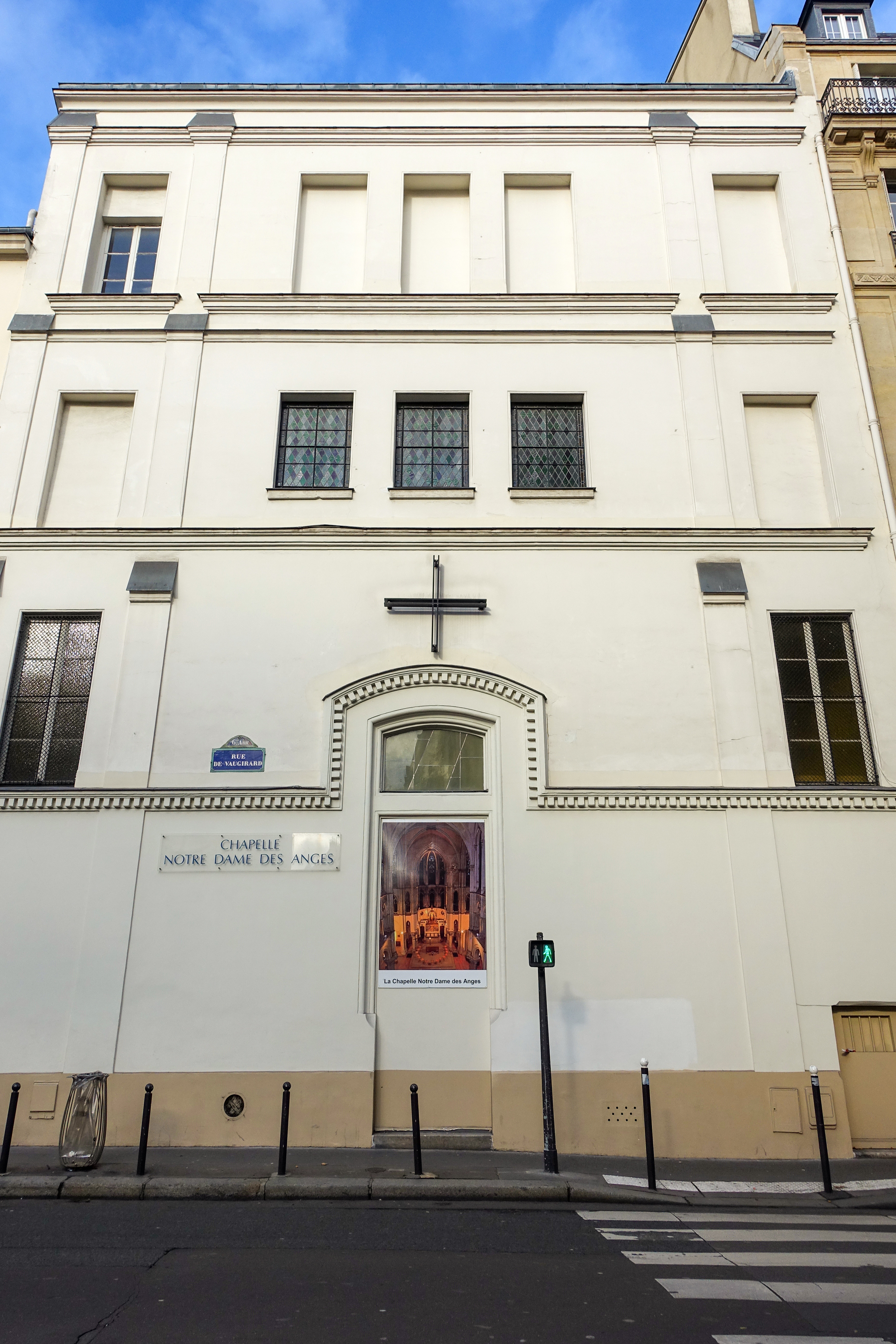
Haus Nr. 102bis: Kapelle Notre-Dame-des-Anges
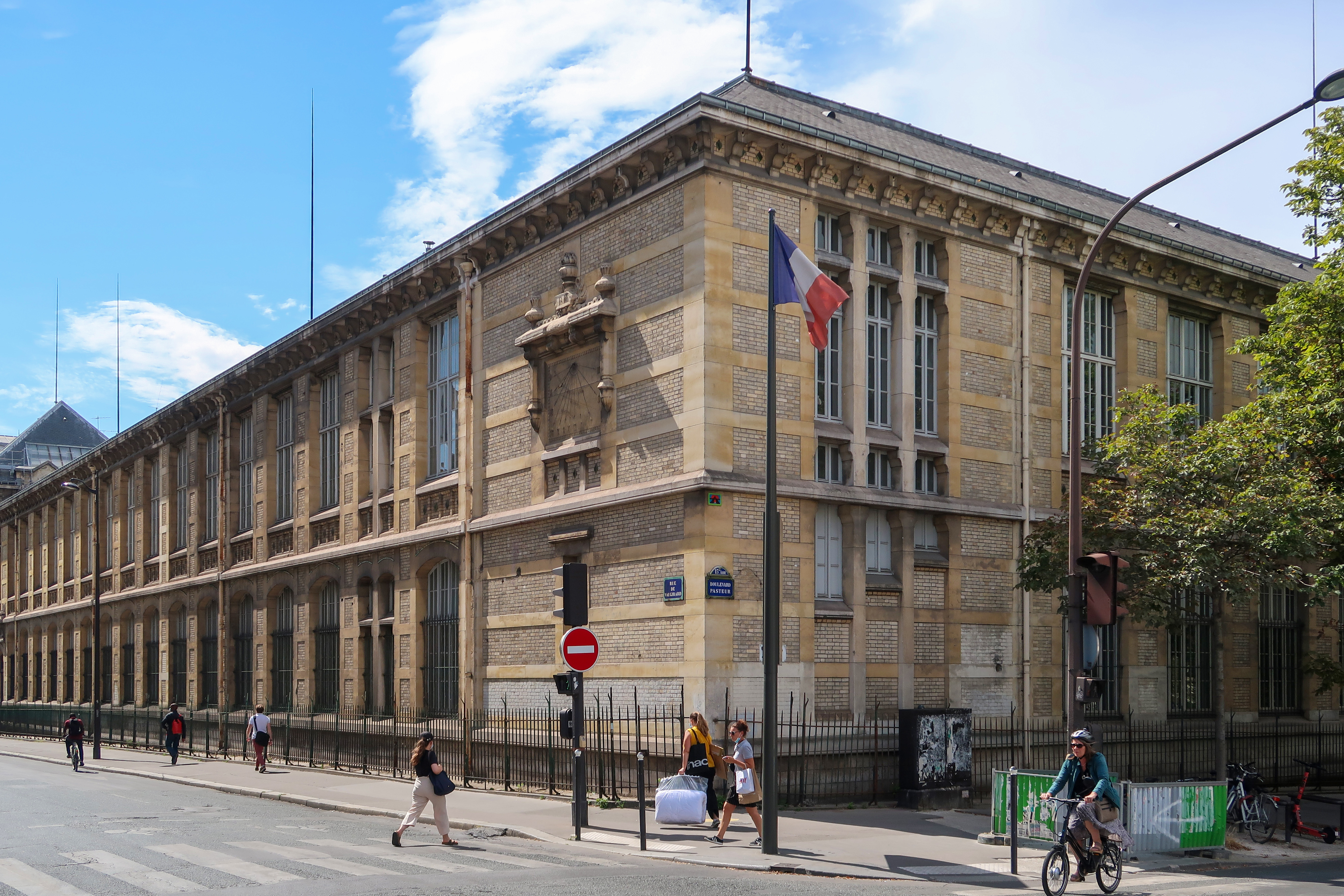
Rue de Vaugirard / Boulevard Pasteur: Lycée Buffon

- Haus Nr. 211/213: „Centre médical“ des Institut Pasteur (Institutsgebäude in der Rue du Dr. Roux)
- Haus Nr. 251: Sitz des „Ministère de l'Agriculture et de la Pêche“ (Ministerium für Landwirtschaft und Fischerei)
- Haus Nr. 354bis: Ehemalige „Aviatic Bar“ mit denkmalgeschütztem Innendekor[11]
- Haus Nr. 391: „Centre Vaugirard“ der Université Panthéon-Assas

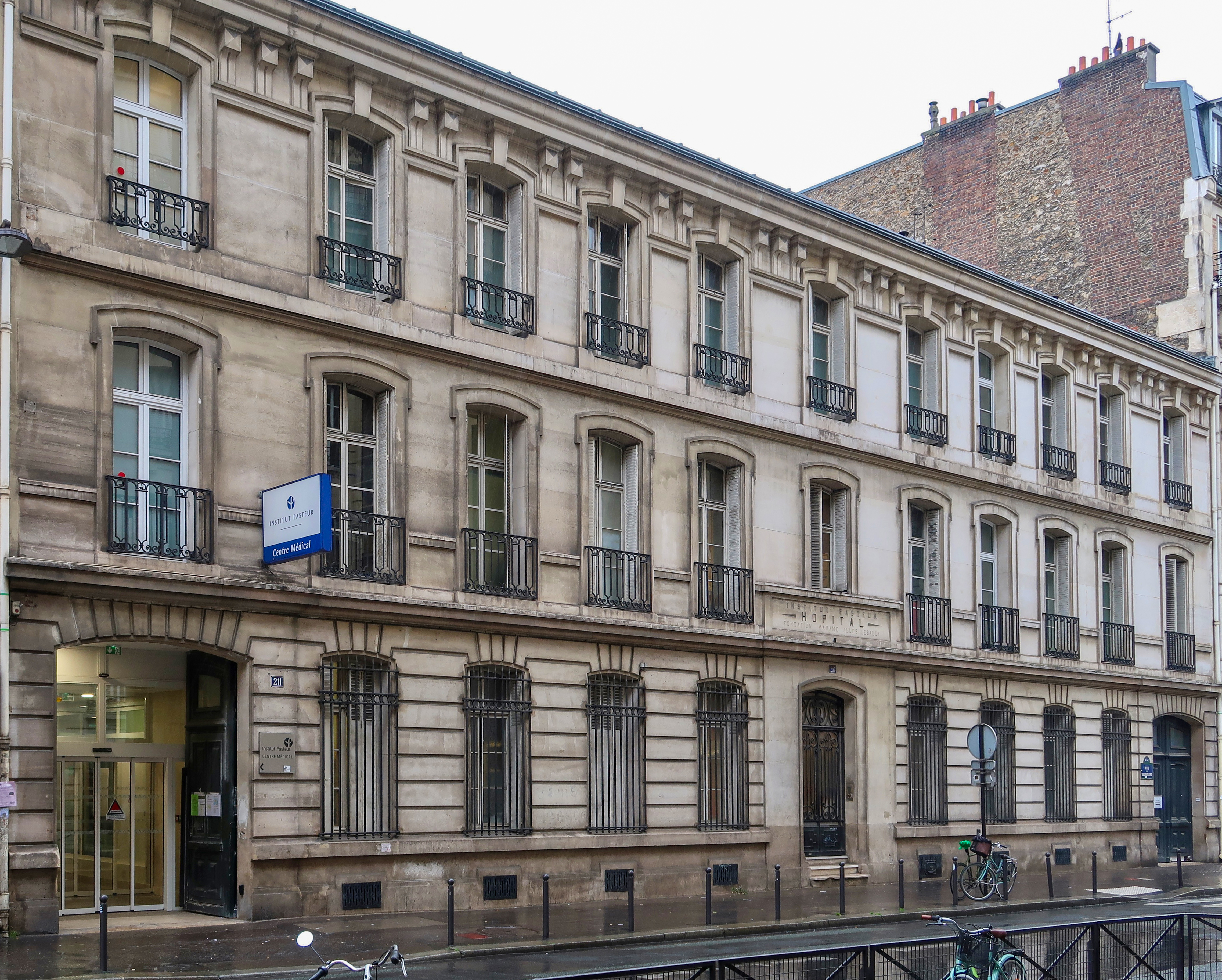
Haus Nr. 213: „Centre médical“ des Institut Pasteur
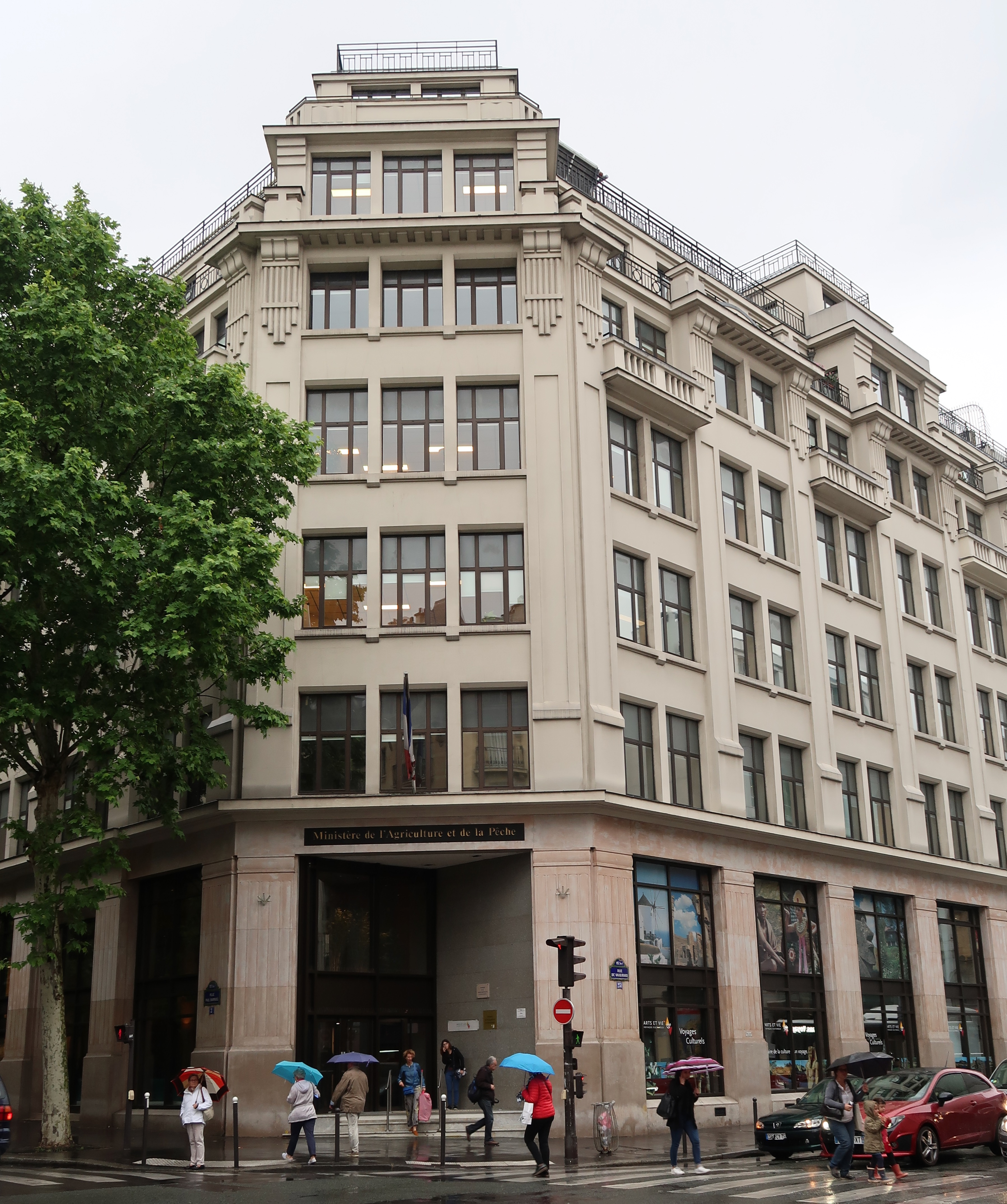
Haus Nr. 251: „Ministère de l'Agriculture et de la Pêche“
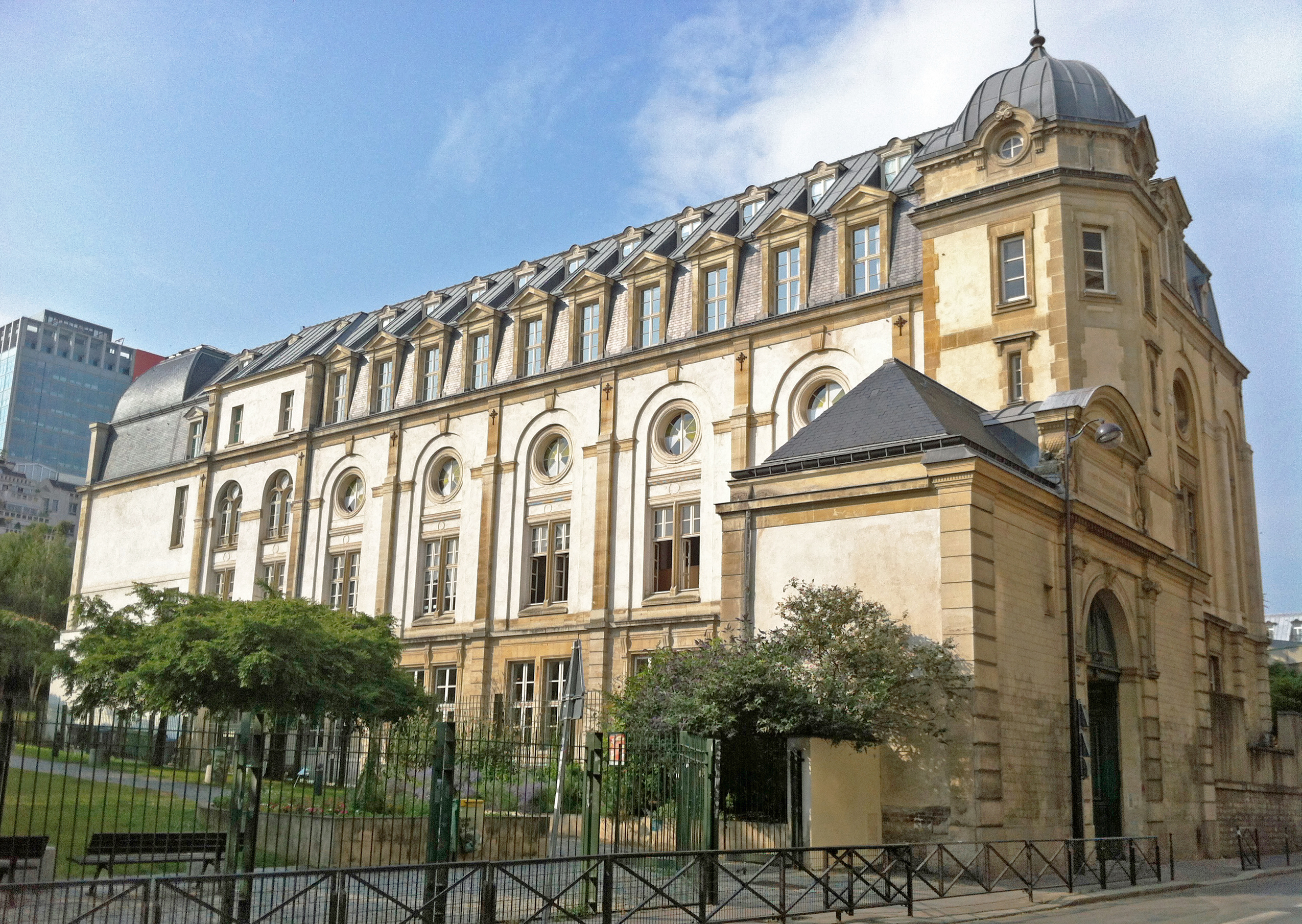
Haus Nr. 391: „Centre Vaugirard“ der Université Panthéon-Assas